# Amblyeleotris downingi
Amblyeleotris downingi és una espècie de peix de la família dels gòbids i de l'ordre dels perciformes present al Golf Pèrsic des de Kuwait fins a Ras Musandam.
Els mascles poden assolir els 14 cm de longitud total.